# Senhor do Bonfim (Bahia)
Pour l’article homonyme, voir Senhor do Bonfim.
Senhor do Bonfim (anciennement Vila Nova da Rainha) est une ville brésilienne de l'État de Bahia.
Sa population était estimée à 80 258 habitants en 2013. La municipalité s'étend sur 817 km2.

## Maires
| Période | Période | Identité              | Étiquette | Qualité |
| ------- | ------- | --------------------- | --------- | ------- |
| 2009    | 2012    | Paulo Batista Machado | PT        |         |

1. ↑  IBGE